# KBS電視台音樂廳
KBS電視台音樂廳（KBS Hall）是韓國放送公社（KBS）總部的一部分，位於韓國首爾市汝矣島。歌劇和芭蕾舞與KBS交響樂團定期在這演出，每周的節目《開放音樂会》和每年12月的KBS音樂獎也在這裏演出與舉行。
除了首爾市以外，KBS釜山放送總局、KBS蔚山放送局、KBS昌原放送總局這些韓國放送公社地域性的放送總局也存在音樂廳。

## 錄制節目
- 開放音樂會
- KBS交響樂團的音樂會
- 青龍映畫賞
- KBS音樂獎

## 交通
- 首爾地鐵5號線汝矣島站3號出口，需要穿過汝矣島公園。
- 首爾地鉄9号線国会議事堂站4號出口下車，需步行3分鐘。

## 外部連結
- Official Site